# إدوين أ. دالتون
إدوين أ. دالتون (بالإنجليزية: Edward A. Dalton) هو مدير فني أمريكي، ولد في 3 أكتوبر 1869 في جيسوب في الولايات المتحدة، وتوفي في 30 نوفمبر 1947 في لي مارس في الولايات المتحدة.